# Heo Joon-ho
Heo Joon-ho (en hangul, 허준호; hanja: 許峻豪; RR: Heo Jun-ho) es un veterano actor de televisión, teatro y cine surcoreano.

## Biografía
Es hijo del actor surcoreano Heo Jang-kang (quien murió de un ataque al corazón en 1975) y de Kim Ok-shim, tiene dos hermanas y dos hermanos, uno de ellos es el actor Heo Gi-ho. Su abuelo fue Heo Kwang-il.
En 1997 se casó con la actriz Lee Ha-yan, la pareja tuvo una hija Heo Jeong-in, sin embargo en 2003 se divorciaron.
Estudió teatro en la Universidad de Artes de Seúl (Seoul Art College).

## Carrera
Es miembro de la agencia Story J Company (스토리제이컴퍼니) Previamente formó parte de la agencia J-Stars Entertainment.
En enero de 2013, se unió al elenco recurrente de la serie All In donde dio vida a Yoo Jong-gu, el amigo de Kim In-ha (Lee Byung-hun) en la prisión.
En junio de 2016, se unió al elenco principal de la serie A Beautiful Mind donde interpretó al imparcial doctor Lee Gun-myung, el jefe del centro cardiovascular cerebrovascular del Hospital Hyunsung.
En mayo de 2017, se unió al elenco principal de la serie The Emperor: Owner of the Mask (también conocida como "Ruler: Master Of The Mask") donde dio vida a Kim Dae-mok, el jefe de la sociedad secreta "Pyunsoo Group", quien controla al rey Lee Yoon (Kim Myung-soo) y a la corte imperial mediante el uso de una misteriosa droga con propiedades venenosas.
El 16 de mayo de 2018, se unió al elenco principal de la serie Come and Hug Me donde interpretó a Yoon Hee-jae, un asesino en serie y el padre de Yoon Na-moo (Jang Ki-yong), hasta el final de la serie el 19 de julio del mismo año.
En enero de 2019, se unió al elenco principal de la serie Kingdom donde dio vida a Ahn Hyun, el mentor de Lee Chang (Ju Ji-hoon) y un exgobernador y héroe de guerra que se retira del servicio público para vivir una vida tranquila en Sangju. Papel que volvió a interpretar durante la segunda temporada en el 2020.
El 1 de julio de 2019, se unió al elenco principal de la serie Designated Survivor: 60 Days donde interpretó a Han Joo-seung, el exjefe de gabinete de la Casa Azul y actual secretario principal de asuntos políticos del presidente.
El 29 de agosto del 2020, se unió al elenco principal de la serie Missing: The Other Side donde dio vida a Jang Pan-seok, un hombre misterioso que es la única conexión entre el pueblo donde llegan las personas desaparecidas y el mundo exterior, hasta el final de la serie el 11 de octubre del mismo año.
En noviembre de 2021 se confirmó que se había unido al elenco principal de la serie Hunting Dogs donde interpretará al Señor Choi, una leyenda en el negocio de los préstamos privados, pero ahora presta dinero a personas enfermas sin intereses.

## Filmografía

### Series de televisión
| Año     | Título                         | Personaje               | Notas                      | Ref.          |
| ------- | ------------------------------ | ----------------------- | -------------------------- | ------------- |
| 1988    | The Winter That Year Was Warm  | In-jae                  |                            |               |
| 1993    | My Mother's Sea                | Jang-jae                |                            |               |
| 1993    | Walking to Heaven              | Yong-dal                |                            |               |
| 1994    | The Last Match                 | Kim Man-jae             |                            |               |
| 1995    | A Sunny Place of the Young     | Hwang Yoon-bae          |                            |               |
| 1995    | Asphalt Man                    | Han Ki-soo              |                            |               |
| 1996    | Shooting                       | Pyo Wang-soo            |                            |               |
| 1996    | Power of Love                  | Kang-ho                 |                            |               |
| 1997    | Revenge and Passion            | Choi Sang-do            |                            |               |
| 1997    | The River of Maternal Love     | —                       |                            |               |
| 1998    | See and See Again              | Park Ki-poong           |                            |               |
| 1999    | Roses and Bean Sprouts         | Ho-sik                  |                            |               |
| 1999    | The Boss                       | Balgarak ("Toes")       |                            |               |
| 1999    | Woman on Top                   | Song Yeon-woo           |                            |               |
| 1999    | Love Story - "Lost Baggage"    | Yong-man                | Ep. 3-4                    |               |
| 2000    | Bad Friends                    | Jung Soo-hyun           | 16 episodios               |               |
| 2000    | Foolish Princes                | Yeo Si-kwang            | 130 episodios              |               |
| 2000    | The Full Sun                   | Park Heon-do            |                            |               |
| 2001    | Hotelier                       | Oh Hyung-man            |                            |               |
| 2002    | I Love You, Hyun-jung          | Yoo Sang-ho             | 16 episodios               |               |
| 2003    | All In                         | Yoo Jong-gu             |                            |               |
| 2004    | Into the Storm                 | —                       | Cameo                      |               |
| 2004-05 | Precious Family                | Park Chang-soo          | 86 episodios               |               |
| 2006    | Love and Ambition              | —                       |                            |               |
| 2006-07 | Jumong                         | Gral. Hae Mo-su         |                            |               |
| 2007    | Lobbyist                       | James Lee / Lee Ho-joon |                            |               |
| 2016    | A Beautiful Mind               | Dr. Lee Gun-myung       | 14 episodios               |               |
| 2017    | The Emperor: Owner of the Mask | Kim Dae-mok             | 40 episodios               |               |
| 2018    | Come and Hug Me                | Yoon Hee-jae            | 32 episodios               | [ 21 ]        |
| 2019    | Kingdom                        | Ahn Hyun                | 6 episodios                |               |
| 2019    | Designated Survivor: 60 Days   | Han Joo-seung           | 16 episodios               |               |
| 2020    | Kingdom 2                      | Ahn Hyun                |                            |               |
| 2020    | Missing: The Other Side        | Jang Pan-seok           | 12 episodios               | [ 22 ]        |
| 2021    | Under Cover                    | Lim Hyeong-rak          |                            |               |
| 2021    | Snowdrop                       | Eun Chang Su            | 16 episodios               |               |
| 2022    | Why Her                        | Choi Tae-gook           |                            | [ 23 ] [ 24 ] |
| 2023    | Sabuesos                       | Mr. Choi                |                            | [ 25 ]        |
| 2025    | Corazones enterrados           | Yeom Jang-sun           | 16 episodios, protagonista | [ 26 ] [ 27 ] |
| 2025    | Sin piedad para nadie          | Lee Joo-woon            |                            | [ 28 ]        |

### Películas
| Año  | Título                                     | Personaje            | Notas                                                                                   | Ref.          |
| ---- | ------------------------------------------ | -------------------- | --------------------------------------------------------------------------------------- | ------------- |
| 1986 | Chung (Blue Sketch)                        | Joon-ho              |                                                                                         |               |
| 1989 | Good Morning, Ms. President                | Kim Bbu-ri           |                                                                                         |               |
| 1991 | A Small Autocratic Republic                | Moderador            |                                                                                         |               |
| 1991 | Green Sleeves                              | Vietcong Min         |                                                                                         |               |
| 1992 | 27 Roses                                   | Seung-jin            |                                                                                         |               |
| 1992 | White Badge                                | Sargento Hong        |                                                                                         |               |
| 1993 | We Must Go to Apgujeong-dong on Windy Days | Kyung-tae            |                                                                                         |               |
| 1993 | To the Starry Island                       | Aldeano              |                                                                                         |               |
| 1994 | Life and Death of the Hollywood Kid        | Actor en Escena      | Cameo                                                                                   |               |
| 1994 | Coffee, Copy and a Bloody Nose             | —                    | Cameo                                                                                   |               |
| 1994 | Pirates                                    | Heung-baek           |                                                                                         |               |
| 1994 | Jamon Jamon Seoul                          | Sung-wook            |                                                                                         |               |
| 1995 | My Father the Bodyguard                    | Seung-chul           |                                                                                         |               |
| 1995 | The Terrorist                              | Sang-chul            | Junto a Choi Min-soo, Lee Geung-young, Yum Jung-ah, Lee Ki-young y Yu Oh-seong          |               |
| 1996 | A Petal                                    | Hombre de Yongdalcha |                                                                                         |               |
| 1996 | Two Men                                    | Tae-sik              |                                                                                         |               |
| 1996 | Grown-ups Grill the Herring                | Park Gong-yeop       |                                                                                         |               |
| 1997 | The Rocket Was Launched                    | —                    |                                                                                         |               |
| 1997 | Partner                                    | "Silhouette"         |                                                                                         |               |
| 1997 | The Last Defense                           | Na Hee-joo           |                                                                                         |               |
| 1997 | Man with Flowers                           | Seok-beom            |                                                                                         |               |
| 1998 | The Last Attempt                           | Park Cheol-kyu       |                                                                                         |               |
| 1998 | Blues                                      | Dueño del Café       |                                                                                         |               |
| 1999 | Artist                                     | —                    | Cameo                                                                                   |               |
| 2000 | Libera Me                                  | Lee In-soo           | Junto a Choi Min-soo, Cha Seung-won, Yoo Ji-tae, Park Sang-myun, Jung Joon y Kim Gyu-ri |               |
| 2001 | Volcano High                               | Mr. Ma               | Junto a Jang Hyuk, Shin Min-ah, Kim Su-ro, Kwon Sang-woo y Gong Hyo-jin                 |               |
| 2002 | Four Toes                                  | "Audie"              | Junto a Kim Kap-soo, Lee Chang-hoon, Park Jun-gyu y Lee Won-jong                        |               |
| 2003 | Silmido                                    | Sgt. Jo Dong-il      | Junto a Sol Kyung-gu, Ahn Sung-ki y Jung Jae-young                                      |               |
| 2005 | Never to Lose                              | Moon Bong-soo        |                                                                                         |               |
| 2005 | Dragon Squad                               | Cpt. Ko Tung-yuen    |                                                                                         |               |
| 2006 | The Restless                               | Ban-chu              |                                                                                         |               |
| 2008 | His Last Gift                              | Jo Yeong-woo         |                                                                                         |               |
| 2008 | The Divine Weapon                          | Chang-kang           | Junto a Ahn Sung-ki, Jung Jae-young, Han Eun-jung Shin Jung-geun y Cha Soon-bae         |               |
| 2010 | Moss                                       | Ryoo Mok-hyeon       |                                                                                         |               |
| 2013 | Crimes of Passion                          | Jung Hee-hyung       |                                                                                         |               |
| 2017 | The Merciless                              | Kim Sung-han         | Junto a Sol Kyung-gu, Im Si-wan, Jeon Hye-jin y Lee Geung-young - (aparición especial)  |               |
| 2018 | Illang: The Wolf Brigade                   | Lee Gi-Seok          | Junto a Gang Dong-won, Han Hyo-joo, Jung Woo-sung y Kim Mu-yeol - (aparición especial)  |               |
| 2018 | Default (Sovereign Default)                | Gab-su               | Junto a Kim Hye-soo, Yoo Ah-in, Jo Woo-jin, Vincent Cassel, Ryu Deok-hwan y Jo Han-chul |               |
| 2019 | Forbidden Dream                            | Cho Mal-saeng        | Junto a Choi Min-sik, Han Suk-kyu, Shin Goo, Kim Tae-woo, Kim Won-hae e Im Won-hee      | [ 29 ]        |
| 2020 | Innocence                                  | Alcalde Choo         | Junto a Shin Hye-sun, Bae Jong-ok, Hong Kyung, Tae Hang-ho y Park Chul-min              | [ 30 ]        |
| 2021 | Escape from Mogadishu                      | Rim Yong-su          | Junto a Kim Yoon-seok, Jo In-sung y Kim So-jin.                                         | [ 31 ]        |
| 2023 | Noryang: Sea of Death                      | Deng Zilong          | Junto a Kim Yoon-seok, Baek Yoon-sik, Kim Sung-kyu y Jung Jae-young                     | [ 32 ]        |
| 2023 | Dr. Cheon and Lost Talisman                | Beom-cheon           | Junto a Gang Dong-won. Esom, Lee Dong-hwi y Kim Jong-soo                                | [ 33 ] [ 34 ] |

### Teatro
| Año              | Título             | Personaje       | Notas                                                      | Ref.                 |
| ---------------- | ------------------ | --------------- | ---------------------------------------------------------- | -------------------- |
| -                | Mary, Mary         | -               |                                                            |                      |
| -                | Cats               | -               |                                                            |                      |
| -                | The Sound of Music | -               |                                                            |                      |
| -                | Hard Rock Cafe     | -               |                                                            |                      |
| 2000             | The Life           | Jojo            |                                                            |                      |
| 2006             | 마리아 마리아      | -               |                                                            |                      |
| 1999, 2005, 2008 | Gambler (갬블러)   | Jefe del Casino | junto a Jeon Soo-kyung, Bae Hae-sun y Lee Geon-myeong      | [ 35 ] [ 36 ] [ 37 ] |
| 2009             | Chicago (시카고)   | Billy Flynn     | junto a Insooni, Choi Jung-won, Ock Joo-hyun y Bae Hae-sun | [ 38 ]               |

### Productor
| Año  | Título              | Notas          | Ref.          |
| ---- | ------------------- | -------------- | ------------- |
| 2007 | Hae-eo-hwa (해어화) | Obra de teatro | [ 39 ] [ 40 ] |

## Premios y nominaciones
| Año  | Premio                                               | Categoría                                                      | Trabajo                        | Resultado |
| ---- | ---------------------------------------------------- | -------------------------------------------------------------- | ------------------------------ | --------- |
| 1995 | 16th Blue Dragon Film Award                          | Best Supporting Actor                                          | The Terrorist                  | Ganó      |
| 1998 | MBC Drama Award                                      | Popularity Award                                               | -                              | Ganó      |
| 2000 | 6th Korea Musical Award                              | Best Actor                                                     | Gambler                        | Ganó      |
| 2002 | 8th Korea Musical Award                              | Popular Star Award                                             | -                              | Ganó      |
| 2003 | SBS Drama Award                                      | Best Supporting Actor                                          | All In                         | Ganó      |
| 2004 | 41st Grand Bell Award                                | Best Supporting Actor                                          | Silmido                        | Ganó      |
| 2004 | 25th Blue Dragon Film Award                          | Best Supporting Actor                                          | Silmido                        | Nominado  |
| 2004 | 3rd Korean Film Award                                | Best Supporting Actor                                          | Silmido                        | Nominado  |
| 2006 | MBC Drama Award                                      | Special Award, Actor in a Historical Drama                     | Jumong                         | Ganó      |
| 2017 | 44th MBC Drama Award                                 | Best Character Award, Best Villain                             | The Emperor: Owner of the Mask | Nominado  |
| 2017 | 44th MBC Drama Award                                 | Grand Prize (Daesang)                                          | The Emperor: Owner of the Mask | Nominado  |
| 2017 | 44th MBC Drama Award                                 | Top Excellence Award, Actor in a Miniseries                    | The Emperor: Owner of the Mask | Nominado  |
| 2017 | 10th Korea Drama Award                               | Special Jury Prize (KDA Award)                                 | The Emperor: Owner of the Mask | Ganó      |
| 2018 | 2nd The Seoul Award                                  | Special Acting Award                                           | Come and Hug Me                | Ganó      |
| 2018 | 2nd The Seoul Award                                  | Best Supporting Actor (Drama)                                  | Come and Hug Me                | Nominado  |
| 2018 | 6th APAN Star Award                                  | Best Supporting Actor                                          | Come and Hug Me                | Nominado  |
| 2018 | MBC Drama Award                                      | Top Excellence Award, Actor in a Wednesday-Thursday Miniseries | Come and Hug Me                | Nominado  |
| 2018 | MBC Drama Award                                      | Actor of the Year                                              | Come and Hug Me                | Ganó      |
| 2018 | MBC Drama Award                                      | Golden Acting Award                                            | Come and Hug Me                | Ganó      |
| 2021 | 57th Baeksang Arts Award                             | Best Supporting Actor                                          | Innocence                      | Nominado  |
| 2021 | 30th Annual Buil Film Award                          | Best Supporting Actor                                          | Escape from Mogadishu          | Ganó      |
| 2021 | 41st Annual Korean Association of Film Critics Award | Best Supporting Actor                                          | Escape from Mogadishu          | Ganó      |
| 2021 | 42nd Blue Dragon Film Award                          | Best Supporting Actor                                          | Escape from Mogadishu          | Ganó      |
| 2022 | 58th Baeksang Arts Award                             | Best Supporting Actor                                          | Escape from Mogadishu          | Pendiente |